# Червато
Черва̀то (на италиански: Cervatto; на пиемонтски: Cervat, Черват) е село и община в Северна Италия, провинция Верчели, регион Пиемонт. Разположено е на 1004 m надморска височина. Населението на общината е 46 души (към 2012 г.).